# Krakatau
Der Krakatau (auch Krakatoa) ist ein Vulkan unter dem Krakatau-Archipel in der Sundastraße zwischen den indonesischen Inseln Sumatra und Java. Der Vulkan brach im Laufe der letzten Jahrhunderte mehrmals aus.
Der bekannteste Ausbruch ereignete sich am 27. August 1883. Die Insel Krakatau, damals Teil Niederländisch-Indiens, die aus den drei Vulkankegeln Perboewatan, Danan und Rakata bestand, wurde dabei durch eine phreatomagmatische Eruption nahezu vollkommen vernichtet. Durch die Katastrophe und den dadurch ausgelösten Tsunami kamen mehr als 36.000 Menschen ums Leben. Die Druckwelle der Explosion umrundete die Erdkugel siebenmal und der Knall war noch in über 4.800 km Entfernung zu hören. Weite Teile von Java und Sumatra wurden durch die Eruption verwüstet, deren Sprengkraft 10.000 bis 100.000 mal so stark war wie die der 1945 auf Hiroshima abgeworfenen Atombombe.
Derzeit aktiver Schlot ist der Anak Krakatau (indonesisch, dt.: Kind des Krakatau), der seit 1927 im Zentrum des Archipels – ungefähr dort, wo sich bis zum Ausbruch 1883 der Vulkankegel Danan befand – als neue Insel aus der untermeerischen Caldera des Vulkans aus dem Wasser emporwächst, allerdings durch eine Eruption im Jahr 2018 zu einem großen Teil einstürzte und dadurch stark an Höhe verlor.

## Der Name des Vulkans

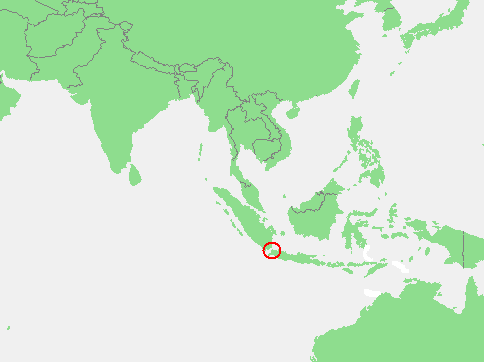
Sundastraße, Meeresenge zwischen Sumatra und Java, in der sich Krakatau befindet

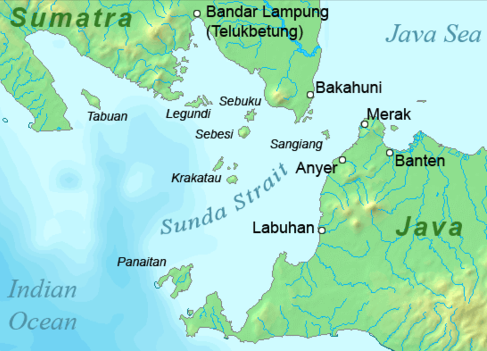
Lage des Krakatau in der Sundastraße

Umformungen des Archipels

Die ältesten Erwähnungen der Vulkaninsel in der westlichen Welt findet man auf einer Landkarte von Lucas Janszoon Waghenaer (etwa 1533/34–1605/06). Er nannte die Insel Pulo Carcata. Pulo ist dabei offenbar von pulau abgeleitet, einem indonesischen bzw. malaiischen Wort für Insel. Die heute gebräuchlichen Bezeichnungen sind Krakatoa oder Krakatau. Der Name Krakatoa wird vor allem in der englischsprachigen Welt häufig verwendet; die Bezeichnung Krakatau wird dagegen häufig von Indonesiern gebraucht.

## Geologische Geschichte
Der Krakatau gilt als einer der explosivsten und gefährlichsten Vulkane. Seine besondere explosive Kraft wird durch zwei geologische Besonderheiten erklärt. Zum einen durch die geografische Lage des Krakatau, der wie alle Vulkane Indonesiens zum Subduktionsvulkanismus gehört. Dort stoßen zwei Erdplatten zusammen. Dabei schiebt sich die schwerere indo-australische Platte stetig unter die leichtere Burma-Platte, einen Teil der Eurasischen Platte. Schwerer Meeresboden wird unter leichteres Gestein des Kontinents gedrückt. Zum anderen ändert die Subduktionszone gerade im Bereich des Krakatau abrupt ihre Verlaufsrichtung, wobei große Risse in der Erdkruste und zusätzliche geologische Spannungen entstehen.

### Frühe Geschichte
Für die frühe Geschichte gibt es die Theorie, dass sich an der Stelle des heutigen Archipels eine einzige, große Insel befand, der Proto-Krakatau. Im Jahre 535 n. Chr. soll er explodiert sein. Dieser Ausbruch könnte zur Klimaanomalie 536–550 geführt haben. Spätestens seit diesem Ereignis gab es einen Archipel, bestehend aus den Inseln Sertung, Panjang und einer großen, Krakatau genannten Insel mit den drei Vulkankegeln Perboewetan, Danan und Rakata. Der Vulkan schlief viele Jahrhunderte lang. Erst 1530 brach der kleinste der drei Kegel, der Perboewatan, aus und vernichtete alles Leben auf der Insel. Wieder folgte eine lange Zeit der Ruhe, und Urwald breitete sich auf der Insel aus. Die Bewohner glaubten schon, der Vulkan wäre endgültig erloschen.

### Der große Ausbruch von 1883
Das erste dokumentierte Anzeichen für die bevorstehende und zugleich bekannteste Eruption des Krakatau zeigte sich am 9. Mai 1883: Ein Erdbeben kurz vor Mitternacht erschütterte die Region um den Leuchtturm Vierde Punt bei Anyer, der Krakatau am nächsten lag. Zu diesem Zeitpunkt sprengte der hohe Druck im Erdinneren die Bruchlinie direkt unter dem Vulkan. Magma stieg nach oben und zerriss die Kruste. Der Leuchtturmwärter beobachtete in dieser Nacht, wie sich das Wasser der Sundastraße für einen Moment spiegelglatt zeigte, um danach wieder die normale Dünung zu zeigen.
Am 20. Mai 1883 erwachte die Insel Krakatau, die aus den drei Kegeln Rakata (820 m), Danan (450 m) und Perboewatan (120 m) bestand, endgültig aus ihrer vulkanischen Ruhephase, die über 200 Jahre angedauert und in der sich der enorme Explosionsdruck aufgebaut hatte. Dieser erste Ausbruch am Perboewatan bildete den Auftakt für eine Reihe weit gewaltigerer Eruptionen in den Folgetagen.

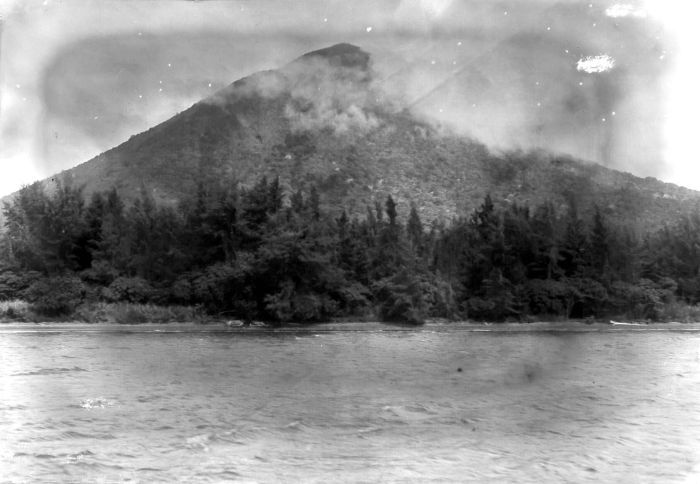
Krakatau vor dem Ausbruch, 19. Jahrhundert

Die Veränderungen des Vulkans Krakatau beim Ausbruch 1883.
Nach den Aufnahmen von Verbeek zusammengestellt von T. Metzger

Aufgrund dieser ersten kleineren Eruptionen entsandte die niederländische Kolonialverwaltung hintereinander zwei Expeditionen zum Vulkan. Die erste kehrte beim Anblick der Schäden auf der Insel zurück. Die Teilnehmer der zweiten hingegen – in teilweiser Unkenntnis der Gefahren – bestiegen den Vulkan noch einmal und sahen als letzte Menschen in das Innere des bereits aktiven, aber kurzzeitig ruhenden Vulkans, bevor er kurze Zeit später in einer gewaltigen Calderaexplosion verschwand.
Am Mittwoch, 22. August 1883, erfolgte die erste Eruption der finalen Serie. Am Sonntag, 26. August, um 13:06 Uhr (jeweils Ortszeit) folgte eine weitere. Am 27. August 1883 um 5:30 Uhr brach der Krakatau zum dritten, um 6:44 Uhr zum vierten und um 8:20 Uhr zum fünften Mal aus. Um 10:02 Uhr fand die gewaltigste Eruption statt. Die Explosionen waren derart heftig, dass die dadurch ausgelösten Luftdruckschwankungen noch im 130 km entfernten Batavia (heute Jakarta) Fensterscheiben erzittern ließen und Gegenstände in den Häusern zu Boden fielen. Der Knall dieses finalen Ausbruchs gilt als das lauteste Geräusch, das der Mensch je gehört hat, und die Schalldruckwelle hatte die größte je gemessene Reichweite. Das Geräusch war sowohl im 3100 Kilometer entfernten Perth als auch auf der etwa 4800 Kilometer entfernt liegenden Insel Rodrigues nahe Mauritius zu hören. Atmosphärische Druckwellen wurden rund um die Erde registriert. Die Luftdruckwelle war auch noch nach fünf Tagen und sieben Erdumläufen messbar.
Alle drei Kegel der Insel waren gleichzeitig aktiv. Der Krakatau schleuderte 18 bis 20 km³ Asche und Gestein bis in eine Höhe von 25 km in die Erdatmosphäre. Damit erreichte der Ausbruch den Vulkanexplosivitätsindex VEI = 6.
Die Energie des Ausbruchs betrug je nach Quelle 130 Megatonnen oder zwischen 200 und 2000 Megatonnen TNT-Äquivalent.
Die unterirdische Magmakammer entleerte sich rasch und stürzte dann unter dem Gewicht der Deckenformation ein, woraufhin die Wassermassen des umgebenden Meeres nachströmten. Der Einsturz verursachte an den umliegenden Küsten einen stellenweise bis zu 40 Meter hohen Tsunami. Auf die Flutwelle folgten Ascheregen und pyroklastische Ströme – glühend heiße Gemische aus Gestein, Gas und Asche, die Geschwindigkeiten bis zu 400 km/h und Temperaturen von 300 bis 800 °C erreichen können. Sie zerstörten auf den umliegenden Inseln 165 Städte und Dörfer und töteten insgesamt mindestens 36.417 Menschen. Selbst ein Dampfschiff wurde vier Kilometer weit landeinwärts geschoben. Es war das niederländische Schiff Berouw, das im Hafen von Telok-Betong vor Anker lag. Von der Vulkaninsel versanken zwei Drittel im Meer.
Der Leuchtturm Vierde Punt bei Anyer wurde von einem großen, vom Meeresgrund losgerissenen Korallenblock getroffen, der Schätzungen zufolge etwa 600 t wog. Der Turm zerbrach und wurde ins Meer gespült. An die Naturkatastrophe erinnern bis heute das zwei Meter dicke Ziegelsteinfundament des alten Leuchtturms und ein Denkmal. Der Kegel des Perboewatan und der Kegel des Danan verschwanden bei der Eruption am 27. August 1883 komplett. Vom Kegel des Rakata, der heute selbst den Rest der Insel Krakatau bildet, blieben etwa 50 % übrig.
Der Ausbruch des Krakatau mit seiner Auswurfmenge von bis zu 20 km³ ist nach dem Ausbruch des Samalas 1257 und des Tambora 1815 einer der sechs größten Vulkanausbrüche des letzten Jahrtausends. Seine Stärke erreichte einen Vulkanexplosivitätsindex von 6 (VEI, mögliche Werte 0 bis 8). Bei den heftigen Ausbrüchen des Mount St. Helens im Mai 1980 betrug die Auswurfmenge etwa 1 km³ und beim Pinatubo 1991, ebenfalls VEI 6, etwa 10 km³. Der stärkste Ausbruch der letzten 10.000 Jahre war zwischen dem 10. und 15. April 1815 der des Tambora auf der indonesischen Insel Sumbawa. Dieser Ausbruch hatte einen VEI von 7 und schleuderte etwa 160 km³ Material in die Atmosphäre. Einen VEI von 8 erreichte keine Eruption in den letzten 10.000 Jahren.

Die Krakatau-Inselgruppe vor und nach 1883
Vor 1883
Nach 1883

Aus dem Werk Krakatau von Rogier Verbeek (1886)
Ansicht der gespaltenen Hauptinsel Krakatau nach dem Ausbruch 1883
Grundriss der Inselgruppe Krakatau nach dem Ausbruch 1883

#### Auswirkungen weltweit

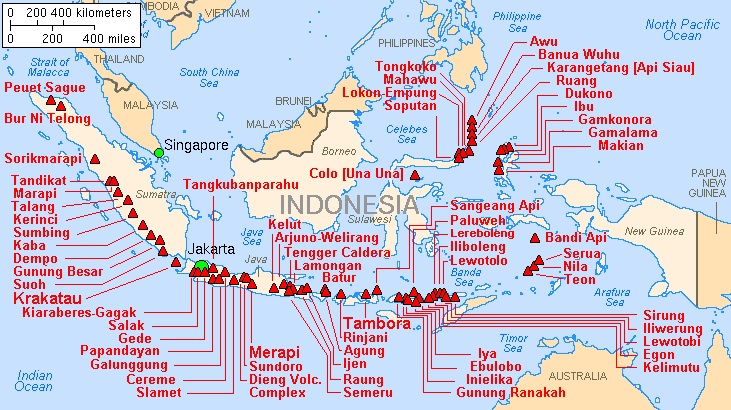
Vulkane in Indonesien

Die Flutwelle wurde selbst in Europa registriert. An Pegeln im Golf von Biskaya, 17.000 Kilometer von ihrem Ursprung entfernt, und entlang des Ärmelkanals wurde sie als Ausschlag von 2 cm aufgezeichnet.
Größere Partikel, wie zum Beispiel Bimsstein, der nach zeitgenössischen Berichten europäischer Seefahrer große Meeresflächen im Umkreis bedeckte, gingen in einem Gebiet von beinahe 4 Millionen km² nieder – einem Areal von der doppelten Größe des gesamten indonesischen Archipels. Die feine Vulkanasche und Aerosole stiegen in die obere Atmosphäre auf und verteilten sich dort in wenigen Tagen weltweit in über 70 % dieser Luftschicht.
Rund um die Erde wurden aufgrund der Partikel in der Atmosphäre, an denen es zu Lichtbrechungen kam, spektakuläre Sonnenuntergänge beobachtet. So soll einer Untersuchung US-amerikanischer Wissenschaftler zufolge die auffallende rötliche Färbung des Himmels in Edvard Munchs berühmtem Gemälde „Der Schrei“ auf die nach der Eruption weltweit veränderte Färbung des Himmels zurückzuführen sein. Munch schrieb in seinem Tagebuch: „Plötzlich färbte sich der Himmel blutrot, die Wolken aus Blut und Flammen hingen über dem blau-schwarzen Fjord und der Stadt.“
Ein Astronom berichtete über die totale Mondfinsternis am 4. Oktober 1884 an Nature, dass „… die Verdunkelung des Mondes weit über den Grad hinausgeht, den man bei Finsternissen der letzten Zeit gesehen hat“. Vergleichende Fotos wurden 1888 in der Astronomiezeitschrift Sirius publiziert.
Der zur Charakterisierung der Vulkanausbruchfolgen eingeführte Trübungsindex der Atmosphäre wurde am Krakatau-Ereignis referenziert und für dieses auf 1000 gesetzt. Vor allem durch die das Sonnenlicht reflektierenden Aerosole sank auf der Nordhalbkugel die Durchschnittstemperatur um ca. 0,5–0,8 K. Es dauerte einige Jahre, bis diese Partikel wieder aus der Atmosphäre verschwanden.
Der Ausbruch des Krakatau im Jahre 1883 wird in der Medienwissenschaft als eines der frühesten Beispiele für das globale Dorf angeführt. Ohne die telegraphischen Berichte nach Europa wäre beispielsweise die Flutwelle nicht erkannt worden.

#### Tierwelt und Ökologie

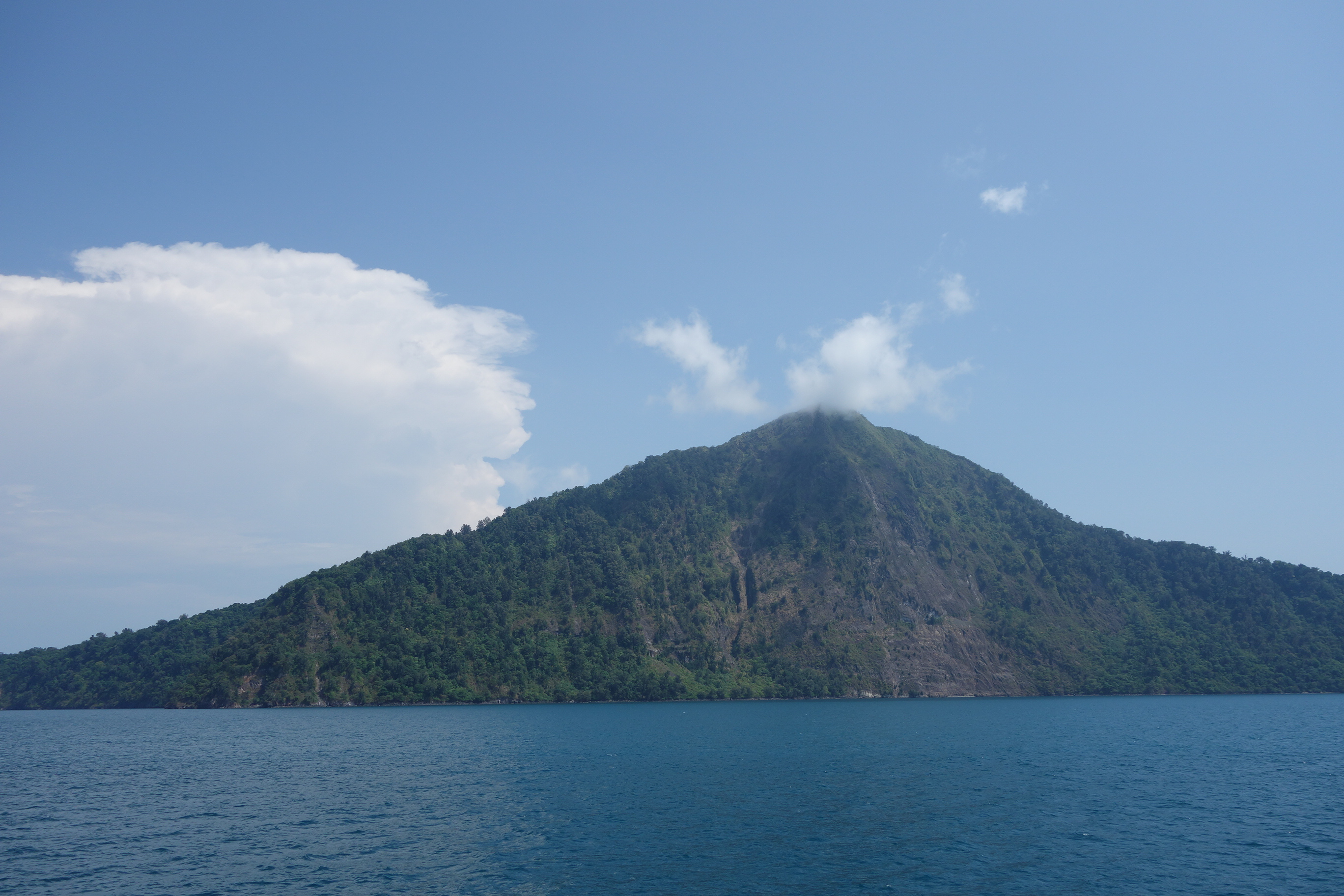
Rakata, 2013

Die größeren Tierarten überlebten den Ausbruch nicht. Im Jahre 1889 wurden die Überreste des alten Vulkankegels Rakata durch von benachbarten Inseln angeschwommene Warane besiedelt. Nach dem Ausbruch wurden einige Expeditionen zur Untersuchung der Tierwelt durchgeführt. 1933 entdeckte man bei einer solchen Expedition Schlangen, Geckos und andere kleine Echsen sowie weitere Kleintiere wie Fledermäuse, Vögel und Ratten, welche wahrscheinlich größtenteils durch Treibholz auf die Insel gelangt waren. 50 Jahre nach der Explosion des Krakatau, Anfang der 1930er Jahre, war das biologische Gleichgewicht wieder völlig hergestellt. Rakata ist heute wieder dicht bewaldet.

### Anak Krakatau

Anak Krakatau nördlich der Insel Krakatau (Rakata)

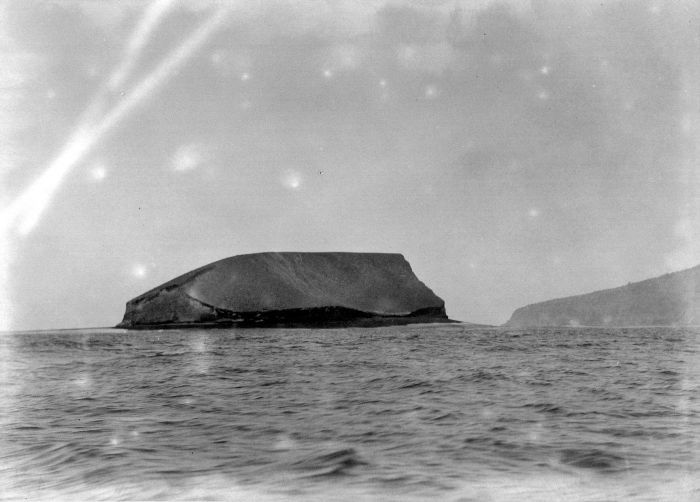
Die zweite der drei temporären Vorläuferinseln des heutigen Anak Krakatau im Mai 1929. Aus der Sammlung des Amsterdamer Tropenmuseums

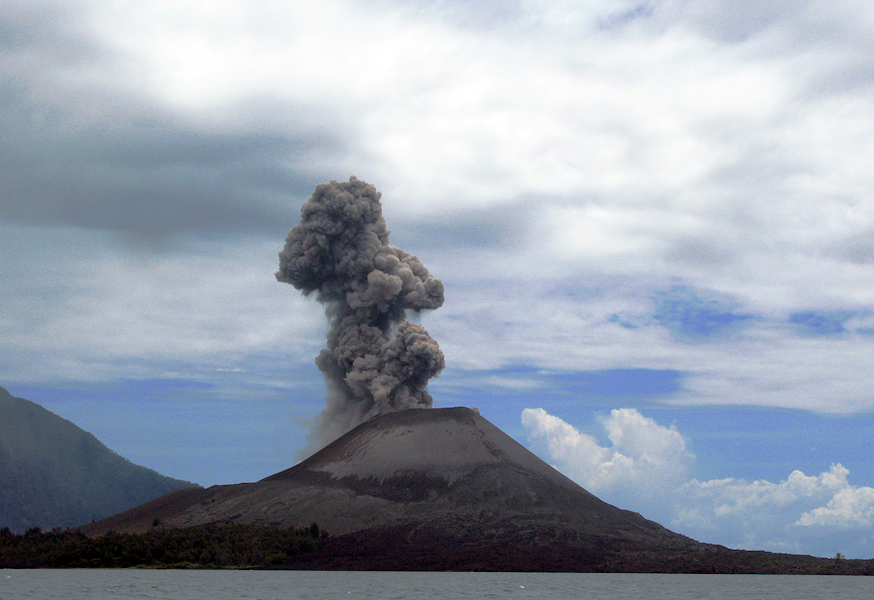
Vulkanische Aktivität des Anak Krakatau, 2008

Nach langer Inaktivität begann sich 1927 genau an der Stelle, an der sich damals der Kegel des Danan befunden hatte, der Anak Krakatau („Kind des Krakatau“) als neues untermeerisches Vulkangebäude am Rand der Caldera des Krakatau zu erheben. Drei Aschekegel durchbrachen nacheinander die Wasseroberfläche, die jeweils durch marine Erosion und untermeerische Rutschung am steilen Hang der Caldera zerstört wurden. Im August 1930 bildete sich eine vierte Insel, die bis heute Bestand hat.  Viele der in der Region lebenden Menschen nahmen die Gefahr eines Ausbruchs des Anak Krakatau nicht sehr ernst. Oft fehlte ihnen auch das Wissen über das Geschehen der Vergangenheit.
Zwischen 1959 und 1963 war der Vulkan bisher am aktivsten.
Am 8. November 2007 fand ein größerer Ausbruch des Anak Krakatau statt, ohne Menschen dabei zu gefährden; im Juni 2009 brach der Anak Krakatau erneut aus und zeigt seitdem anhaltende strombolianische Aktivität. Er zählt damit zu den aktivsten Vulkanen der Erde.
Der heftigste Ausbruch des Anak Krakatau seit über zehn Jahren fand am 2. und 3. September 2012 statt: Es ereigneten sich ohne Unterbrechung kanonenschussartige Explosionen unter Freisetzung großer Mengen Pyroklastika. Zudem floss ein ca. 600 Meter langer Lavastrom aus der Gipfelregion nach Südosten und ergoss sich etwa 100 Meter ins Meer. Erst am 3. September 2012 gegen 16 Uhr ging diese heftige eruptive Phase in eine leichte strombolianische Aktivität über.

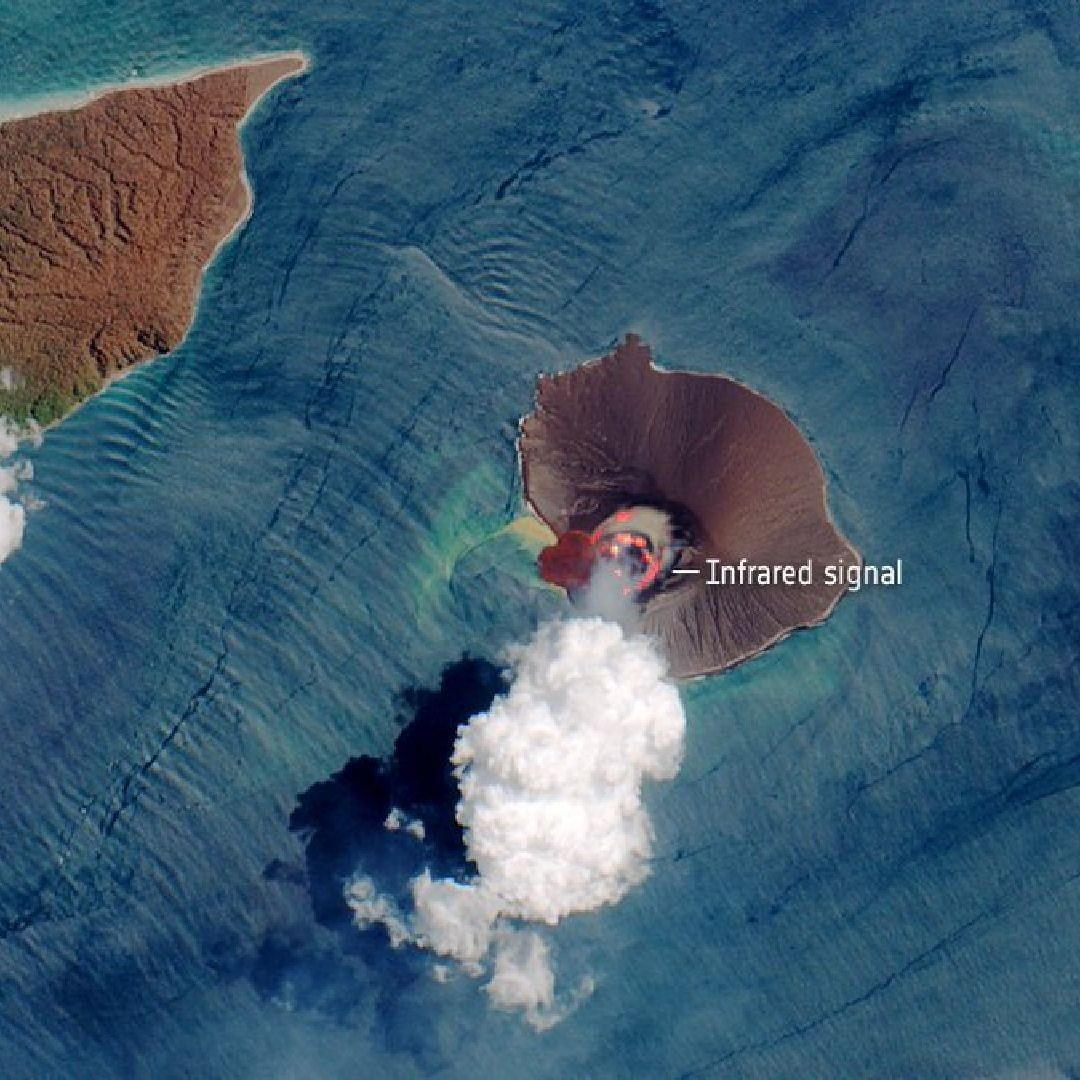
Satellitenbild vom 17. April 2020. Das starke Infrarot-Signal zeugt von erheblicher Hitze im Krater.

#### Ausbruch des Anak Krakatau 2018
Mitte 2018 begann eine neue Eruptionsphase des Anak Krakatau. Am 22. September ereignete sich eine sich steigernde Ausbruchsfolge (Paroxysmus), bei der eine thermische Strahlung von ca. 3400 Megawatt und Vulkanasche in bis zu 2300 Metern Höhe gemessen wurden.
Ein weiterer stärkerer Ausbruch des Anak Krakatau mit einer drei Kilometer hohen Aschewolke fand am 22. Dezember 2018 um 21:03 Uhr Ortszeit statt. Etwa 24 Minuten später überflutete ein Tsunami Küstenregionen an der Sundastraße auf den Inseln Sumatra und Java. Dabei wurden mindestens 429 Menschen getötet und 1485 Menschen verletzt, etwa 154 werden vermisst. Betroffen von der etwa drei Meter hohen Welle waren auch Badeorte wie Pantai Tanjung Lesung an der Küste der Provinz Banten. Der hohe Sachschaden wurde auch durch die zum Unglückszeitpunkt herrschende Springflut (es war Vollmond) verursacht, die die Höhe des auflaufenden Wassers noch verstärkte. Der Tsunami wurde durch einen Unterwasser-Hangrutsch ausgelöst. Deswegen war eine rechtzeitige Warnung nicht möglich; die Warnsysteme reagieren vornehmlich auf Seebeben. Bei den jüngsten Eruptionen hat der Anak Krakatau stark an Substanz verloren. Seine Höhe reduzierte sich von 338 m auf nunmehr rund 110 m; er verlor dabei bis zu drei Viertel seines übermeerischen Volumens. Der momentan aktive Schlot befindet sich unter Wasser. Die Art des Ausbruchs in den Tagen nach dem Tsunami hatte sich durch die Interaktion von Lava mit dem Meerwasser verändert (Typ Surtseyanische Eruption), die Gefahr durch den Vulkan blieb hoch, die Warnstufe wurde angehoben.
Ende Februar 2019 erging eine Warnung des Center for Volcanology and Geological Hazard Mitigation an die Fischer der Region, weiterhin einen respektvollen Abstand von mindestens fünf Kilometer vom Berg einzuhalten, welcher zu dieser Zeit immer noch eine ca. 500 Meter hohe Rauchsäule hatte.

#### Erneute Aktivität des Anak Krakatau 2020
Anak Krakatau schleuderte am 10. April 2020 eine 500 Meter hohe Aschesäule in die Luft. Die Explosion war im 150 km entfernten Jakarta hörbar. Schäden wurden nicht bekannt.
Aufgrund der Datenanalyse des Frühwarnsystems, durch das indonesische Zentrum für Vulkanologie und geologische Risikominderung, wurde lediglich eine Warnung der Stufe 2 ausgesprochen, was einem begrenzten Risiko entspricht.
2021 wurde in Zusammenarbeit mit dem geologischen Forschungszentrum des Helmholtz-Zentrums Potsdam begonnen, ein Tsunami-Frühwarnsystem aufzubauen. Neben seismischem Monitoring wird hierbei insbesondere die Flankeninstabilität, einschließlich der Hangrutschungen erfasst und ausgewertet.

## Krakatau-Archipel
Zum Krakatau-Archipel gehören heute neben der namengebenden Hauptinsel Krakatau mit dem 1883 übriggebliebenen Vulkankegel Rakata auch die vulkanischen Inseln Sertung, auch Verlaten Island (Verlassene Insel) genannt, und Panjang (Krakatau Kecil, Lang Island). Sie umstehen den am Rande einer alten untermeerischen Caldera im Zentrum stehenden Anak Krakatau. Sämtliche Inseln der Gruppe sind unbewohnt.

## Filme
- Der Rebell von Java (OT: Fair Wind to Java), Abenteuerfilm, USA 1953, Regie Joseph Kane mit Fred MacMurray und Vera Ralston
- Krakatoa – Das größte Abenteuer des letzten Jahrhunderts (OT: Krakatoa, East of Java) Spielfilm, USA, 1969, Regie: Bernard Kowalski, mit Maximilian Schell in der Hauptrolle, Krakatoa bei IMDb
- Krakatau – Ein Vulkan verändert die Welt. Dokudrama, 2006, 45 Min., Buch und Regie: Jeremy Hall, Produktion: ZDF, Inhaltsangabe des ZDF (Memento vom 14. Oktober 2007 im Internet Archive), der Film präsentiert Computersimulationen und zeigt Parallelen zur Flutkatastrophe im Indischen Ozean von 2004 auf
- Die letzten Tage von Krakatau. (OT: Krakatoa. The Last Days) Dokudrama, Großbritannien, 2006, 87 Min., Regie: Sam Miller, Produktion: BBC, unter anderem mit Olivia Williams in der Hauptrolle, Inhaltsangabe der BBC (Memento vom 16. November 2007 im Internet Archive)